# Southam
Southam är en stad och civil parish i distriktet Stratford-on-Avon i Warwickshire i England. Orten har 6 567 invånare (2011). Byn nämndes i Domedagsboken (Domesday Book) år 1086, och kallades då Sucham.